# MkLinux
MkLinux는 오픈 소스 컴퓨터 운영 체제로 OSF Research Institute와 애플 컴퓨터가 1996년 2월에 리눅스를 파워PC 플랫폼과 매킨토시 컴퓨터로 포팅하려는 프로젝트였다.
MkLinux는 1996년 WWDC에서 공식적으로 발표되었다. MkLinux를 포함하고 있던 무료 CD가 모든 참석자들에게 제공되었다.
1998년 여름, 커뮤니티 중심의 MkLinux 개발자 단체가 운영 체제의 모든 개발을 맡았다. MkLinux는 "마이크로커널 리눅스"(MicroKernel Linux)의 줄임말이다. MkLinux는 마하 커널 버전 3.0 기반이다.

## 역사
MkLinux는 애플 컴퓨터와 OSF Research Institute가 후원한 프로젝트로, 매킨토시 컴퓨터용으로 포팅된 "마하 커널 기반 리눅스"로, 애플이 맥 플랫폼용 커널 기술을 개발하기 위해 만들어졌다. 당시에 파워PC 프로세서로 포팅된 리눅스 버전은 없었고. 특히 매킨토시용으로 포팅된 리눅스 버전은 없었다.
애플이 MkLinux의 지원을 중단했을때. 개발 커뮤니티는 마하 커널을 향상시키기 위해 많은 노력을 했고. 많은 파워 매킨토시 하드웨어 지원을 추가했다.

## 지원 중단 이후
MkLinux는 애플이 자유 오픈 소스 프로젝트를 지원하게 된 첫 프로젝트다. 모든 것은 마하 3.0 커널에 기반되었고, 이 프로젝트는 NEXTSTEP 운영 체제를 맥 용으로 포팅하는데 아주 큰 도움을 줬다.

## 버전
| 버전   | 배포 날짜   | 설명                      |
| ------ | ----------- | ------------------------- |
| DR1    | 1996년 5월  | 리눅스 1.3                |
| DR2    | 1996년 9월  | 많은 버그 픽스            |
| DR2.1  | 1997년 5월  | 리눅스 2.0, PCI 기기 지원 |
| DR3    | 1998년 7월  |                           |
| R1     | 1999년 11월 |                           |
| pre-R2 | 2002년 8월  |                           |

## 같이 보기
- 다윈 (운영 체제)